# Тана (језеро)
Језеро Тана је извор Плавог Нила и највеће језеро у Етиопији. Налази се 370 km северозападно од Адис Абебе и 70 km јужно од Гондара. Највећи град на његовој обали је Бахир Дар. Дуго је 84 km и широко 66 km, а површина му варира од 3000 до 3.500 km² зависно од сезоне и од кише. Налази се на 1840 m надморске висине, и има максималну дубину од 15 m. Притоке језера су Црвена река и Гумара. Из језера истиче река Плави Нил. У источном делу језера налази се острво Тана Киркос.
Језеро има бројна острва, чији број зависи од нивоа језера. Према Маноелу де Алмеиди, португалском мисионару са краја 17. века, било је 21 острво, од којих су седам до осам имали манастире на њима. Када је Џејмс Брус, шкотски путописац, посетио област крајем 18. века забележио је да је локално становништво избројало 45 насељених острва, али је он веровао да се број креће око једанаест.
Остаци етиопских царева и црквена блага се чувају на изолованим острвским манастирима. За острво Тана Черкос се каже да је на њему била Богородица, такође се каже да је Фрументијус, који је увео хришћанство у Етиопију, сахрањен на њему. Етиопски цар Јекуно Амлак је сахрањен у манастиру Свети Стефан на острву Дага; други етиопски цареви који су сахрањени на острву су Давит I, Зара Јакоб, За Денгел и Фасилидес. Друга значајна острва у језеру Тана су Дек и Машралиа.